# ذا ماتريكس 2
ماتريكس (بالإنجليزية: The Matrix Reloaded)‏ فيلم سينمائي تم إنتاجه في الولايات المتحدة المريكية في 7 مايو 2003، من تأليف وإخراج الأخوين واكووسكي (أندي ولاري)، وبطولة: كيانو ريفز، لورنس فيشبورن، وكاري آن موس.
الفيلم هو الجزء الثاني من سلسلة أفلام الخيال العلمي «الماتريكس».
يتحدث الفيلم عن عالم افتراضي يدعوة الفيلم (ماتريكس) صنع من قبل آلات حسية واعية بغرض تدجين الإنسان وإخضاعه لاستخدامهم كبطاريات (مولدات طاقة) لصالحهم.

## القصة
في هذا الجزء يتحرر العميل «سميث» من برنامج الماتريكس ويصبح برنامج خارج سيطرة الماتريكس ويقوم بنسخ نفسه إلى عدد لا يحصى من النسخ، لذلك فالحرب معه صعبة جداً. وهدفه القضاء على «نيو» وجماعته والقضاء على الماتريكس، لذلك فهو برنامج خطير ومخرب.
تحاول المجموعة الوصول إلى مبرمج الماتريكس فيبحثون عن طريقة للوصول اليه في برجه الذي يناطح السحاب والذي لا تصل إليه المصاعد العادية ولا يمكن الدخول إلا بالحصول على مفتاح للباب الخاص والموجود مع «صانع المفاتيح».
في هذا الجزء تصاب صديقة نيو «ترينيتي» برصاصة قاتلة في القلب ويقوم نيو بسحب الرصاصة من صدرها والقيام بتدليك القلب داخل صدرها حتى يستمر بالعمل.
وينتهي الجزء عند تضرر مركبتهم «نبوخذ نصر» وتخرج المجموعة للبحث عن طريقة للنجاة عندما تصل أليات الحبار اليهم في العالم الواقعي ويقوم نيو في هذه المرة بردع ألاليات بالعالم الحقيقي كما يفعل في الماتريكس.
يوقف نيو الاليات ويفقد بعدها وعيه. ويتم متابعة الأحداث في الجزء الثالث.

## وصلات خارجية
- The Matrix Reloaded Official Website
- الماتريكس 2 على موقع IMDb (الإنجليزية)
- الماتريكس 2 على موقع ميتاكريتيك (الإنجليزية)
- الماتريكس 2 على موقع روتن توميتوز (الإنجليزية)
- الماتريكس 2 على موقع نتفليكس (الإنجليزية)
- الماتريكس 2 على موقع قاعدة بيانات الأفلام العربية
- الماتريكس 2 على موقع ألو سيني (الفرنسية)
- الماتريكس 2 على موقع Turner Classic Movies (الإنجليزية)
- الماتريكس 2 على موقع أول موفي (الإنجليزية)
- الماتريكس 2 على موقع بوكس أوفيس موجو (الإنجليزية)
- الماتريكس 2 على موقع فيلمافينيتي (الإسبانية)
- The Many Meanings of The Matrix, الأخوين وتشاوسكي in a dialogue with كين ويلبر.
- The Matrix Reloaded Explained - a comparative-literature-style exegesis of selected parts of Matrix Reloaded.
- Newsweek: The Matrix Makers - A look behind the scenes at the Matrix sequels.
- The Matrix Reloaded October 27, 2001 draft script by Andy & Larry Wachowski
- Joanne Morra and Marquard Smith The Matrix: Morpheus in Exile